# Guilty Gear
Este artículo es sobre el primer juego de la saga, para PlayStation. El artículo sobre la saga se puede encontrar en Guilty Gear (serie).
Guilty Gear, subtitulado como The Missing Link en Japón, es la primera parte de la serie de Guilty Gear, este título fue desarrollado por Neo Neo Blood, un grupo de producción de Arc System Works dirigido por Daisuke Ishiwatari, y publicado por Arc System Works únicamente para la consola PlayStation.
Ideado por Ishiwatari, tomó un año y medio en producción, con influencias de Street Fighter y manga. Después de su lanzamiento original, se llevó a América del Norte, Europa y la región PAL, y alcanzó un estatus de culto entre los fanes. Ha recibido una recepción crítica favorable, con elogios hacia la lista de personajes, gráficos en 2D y una jugabilidad rápida que lo diferencia de otros juegos del mismo género. Ha sido etiquetado como uno de los pocos juegos de su era que causó algún tipo de impacto en el género, además de los juegos hegemónicos de Capcom y SNK. Sin embargo, recibió críticas debido a su dificultad y al conjunto desequilibrado de personajes.

## Personajes
- Axl Low
- Baiken
- Chipp Zanuff
- Faust
- Justice
- Ky Kiske
- Kliff Undersn
- May
- Millia Rage
- Potemkin
- Sol Badguy
- Zato-1/Eddie

## Seiyus
- Daisuke Ishiwatari - Sol Badguy
- Takeshi Kusao - Ky Kiske
- Satomi Kōrogi - May y Baiken
- Kaneto Shiozawa - Zato-1 y Dr. Baldhead
- Tayuka Moritou - Justice
- Keiichi Nanba - Axl Low
- Yūko Sumitomo - Millia Rage
- Takami Akkun - Testament
- Hatsuaki Takami - Kliff Undersn
- Hideyuki Anbe - Potemkin

## Historia
Guilty Gear es un juego de fantasía animada y poderes fantásticos que realizan los personajes del juego. La historia cuenta que en el 2010 se desarrolla una fórmula revolucionaria que dio energía ilimitada para todos, la cual fue adecuadamente llamada "Magia", pero aún con el problema de la energía resuelto, los humanos no pudieron detener las guerras internas, lo cual llevó al desarrollo de armas biológicas llamadas "Gears", seres que son el resultado de la fusión de ADN humano y animal mezclado con "Magia". Así en el año 2014 se forma el Proyecto Gear, estos Gears fueron creados para ser poco más que esclavos e incapaces de pensamientos independiente. Buscando producir el arma perfecta, se creó el proyecto Justice, el Gear más poderoso de todos. Pero en el año 2074 Justice enloquece, dando a conocer al mundo que poseía conciencia propia y que tenía la habilidad de controlar a todos los Gears. Así pues, le declara la guerra a la raza humana. La devastadora guerra entre los humanos y los Gears duró 100 años. A esta gran guerra se le denominó "The Holy War" (La Guerra Santa). Debido a este evento, la nación conocida como Japón fue totalmente devastada y sus habitantes llevados casi por completo al exterminio. Durante "The Holy War" las naciones del mundo pusieron de lado sus diferencias y crearon una elite de guerreros para combatir la amenaza de los Gears, A este grupo de valientes guerreros se les conoció como "The Sacred Order of Holy Knights" (La Sagrada Orden de los Caballeros Sagrados) encargados de detener a Justice y su ejército de Gears. En el año 2175, "The Holy Knights" tuvieron éxito en derrotar a Justice y lo encerraron en una prisión dimensional, con Justice derrotado todos los demás Gears dejaron de funcionar y de este modo "The Holy War" llegó a su fin. 
Sin embargo cinco años después de que concluyera "The Holy War", las paredes de la prisión dimensional de Justice empezaron a debilitarse. Anticipando el peligro que se avecinaba, rápidamente los líderes del mundo organizaron un torneo internacional de pelea para seleccionar miembros para una segunda Orden de Caballeros Sagrados. Sorprendentemente el premio de este torneo era cualquier cosa que se deseara. El Ganador podría pedir un deseo, cualquier cosa que pudiera imaginar se le concedería. Pero, durante el pánico generado acerca del inminente colapso de la prisión de Justices, pocos parecieron darse cuenta de las inusuales reglas del torneo, tales como la bienvenida de criminales al torneo y el permiso del derramamiento de sangre durante los combates.

## Jugabilidad
Después de seleccionar uno de los diez personajes disponibles desde el principio, el jugador debe derrotar al enemigo en la batalla ganando dos de tres rondas. Utiliza un diseño de seis botones: cuatro de los cuales son responsables de la ataques —un puñetazo, una patada y los otros dos para ataques con armas—, y los otros dos para acciones especiales. Guilty Gear también cuenta con técnicas de muerte instantánea que, si cae con éxito sobre un oponente, finaliza la partida.
Utiliza un indicador de tensión, que se llena cuando el personaje recibe un golpe o recibe daño. Cuando el indicador está lleno, los personajes se vuelven más fuertes y pueden ingresar ciertos comandos para activar movimientos especiales llamados Chaos Attacks. El juego tiene una característica llamada Modo Caos que se activa cuando la salud de un personaje está en el punto medio (barra amarilla). Un aura roja rodeará al personaje y podrá realizar ataques de caos ilimitados.
Cuenta con tres modos: "Modo Arcade", un modo para un jugador, que culmina en batallas con los jefes, y el único que revela el razonamiento del personaje para luchar; "Modo Versus", que da la oportunidad de jugar contra otro jugador; y "Modo de entrenamiento", que permite a los jugadores practicar libremente. La configuración del juego le permite al jugador establecer la duración de la ronda, pero no permite cambiar la cantidad de rondas en una pelea o la dificultad en el modo individual.

## Desarrollo
El concepto de Guilty Gear fue concebido por Daisuke Ishiwatari durante su período en la escuela vocacional. Cuando Ishiwatari se unió a Arc System Works, inicialmente trabajó en otros conceptos, hasta que le reveló al presidente de Arc System Works, Minoru Kidooka, que quería hacer un juego parecido a Street Fighter. Aunque le gustaba Street Fighter II, Ishiwatari creó Guilty Gear por insatisfacción, porque pensaba que ningún otro juego de lucha tenía personajes "geniales". Kidooka aprobó la idea y le dio a Ishiwatari un equipo de unas 12 personas, el llamado "Team Neo Blood", para desarrollarlo. Se tardó un año y medio en completar el juego. Con influencias del escenario de fantasía del manga Bastard!!, Ishiwatari creó la serie con la esperanza de que atrajera no solo a los fanáticos de los juegos, sino también a los fanáticos del anime. Originalmente, el juego se diseñó con imágenes renderizadas en 3D, pero luego se reemplazó por ilustraciones dibujadas a mano.
Ishiwatari estaba convencido de que el juego "debería ser algo difícil", porque vio que los juegos de lucha intentaban atraer a los jugadores casuales y fallaban. Dos aspectos principales priorizados para Guilty Gear fueron la predicción del movimiento del oponente y la estrategia/táctica. Explicó que su objetivo principal era crear un producto que satisficiera a sus jugadores y que pudiera "expandir las posibilidades del juego en sí". Era necesario un diseño diferente de los botones, "una de las cosas que definían" el juego, porque "queríamos crear algo diferente a los otros juegos, tenía que ser diferente". Por esta razón, se agregaron las técnicas de muerte instantánea; su función también era agregar tensión a la pelea, ya que alguien que estaba ganando podía ser derrotado repentinamente, "algo que realmente queríamos que fuera un tema fuerte para el juego". Otra razón por la que Ishiwatari lo insertó fue el hecho de que Guilty Gear se lanzaría como un videojuego solo para consolas domésticas. Sin embargo, al final, Ishiwatari y el programador Hideyuki Anbe sintieron que era una mecánica extraña, pero no tuvieron tiempo de eliminarla.
Guilty Gear fue lanzado por primera vez en Japón el 14 de mayo de 1998 para PlayStation por Arc System Works. En agosto del mismo año, Arc System Works autorizó un lanzamiento en América del Norte a Atlus. La compañía permitió a los jugadores elegir la carátula del juego votando por sus favoritos entre tres carátulas disponibles. Cuando terminó el concurso, Atlus lanzó el juego el 31 de octubre de 1998. En Europa, fue autorizado y publicado por Studio 3 en mayo de 2000.

## Comentarios
A pesar de ser el primer juego de la franquicia, este en realidad revela muy poco acerca de la historia previa al juego. No fue hasta la llegada de varios Drama CD, novelas y los videojuegos posteriores para que la trama del juego pudiese ser aclarada y posteriormente expandida.
A partir de su salida, muchos pensaban que Guilty Gear solo iba a ser un juego de peleas ordinario, al contar con una resolución parecida a la saga The King of Fighters. Con la primera entrega se consiguió un buen número de aficionados. Además de la versión para PlayStation, existe una versión para teléfonos móviles exclusiva en Japón.
Los destroyed, que son las jugadas más poderosas del juego, permiten ganar las dos rondas de inmediato.
- Datos: Q2626555